# Рожевое (Львовская область)
Рожевое (укр. Рожеве) — село в Добромильской городской общине Самборского района Львовской области Украины.
Население по переписи 2001 года составляло 257 человек. Занимает площадь 0,554 км². Почтовый индекс — 82046. Телефонный код — 3238.

## История
В 1946 г. указом ПВС УССР село Розенбург переименовано в Рожевое.